# Proximity (film 2020)
Proximity è un film del 2020 diretto da Eric Demeusy.

## Trama
Isaac, un giovane ingegnere della NASA, riceve uno strano segnale dallo spazio. Giorni dopo viene rapito dagli alieni senza nessun ricordo ma con in possesso un filmato dell'accaduto.

## Distribuzione
Il film è stato distribuito nelle sale cinematografiche statunitensi a partire dal 15 maggio 2020.